# Microtus xanthognathus
Microtus xanthognathus е вид бозайник от семейство Хомякови (Cricetidae).

## Разпространение
Видът е разпространен в Канада (Албърта, Манитоба, Нунавут, Саскачеван, Северозападни територии и Юкон) и САЩ (Аляска).